# Daan de Ligt
Daan de Ligt (Den Haag, 11 maart 1953 – aldaar, 22 augustus 2016) was een Nederlands dichter.

## Leven en werk
De Ligt begon op relatief late leeftijd met het schrijven van gedichten, waarbij hij vooral gebruikmaakte van vaste vormen als het sonnet. Ter gelegenheid van zijn vijftigste verjaardag gaf hij in eigen beheer de bundel Vijftig uit, waarin ook een aantal Haagse stadsgezichten was opgenomen. Deze stadsgezichten maakten zo'n indruk op de redactie van de Haagsche Courant (later AD Haagsche Courant), dat De Ligt gevraagd werd om als stadsdichter voor de krant nog vijfentwintig stadsgezichten te schrijven. Dit werden er tussen 2003 en 2010 uiteindelijk 250.
Na de in eigen beheer uitgegeven bundel Vijftig verscheen in 2006 Den Haag in gedichten en stadsgezichten en in 2007 Vlammende gedichten. Hierna volgde nog een aantal bundels. Een daarvan, Oude Nozem, werd meer dan 4000 keer als e-book gedownload, wat veel is voor een poëziebundel. Daarnaast werd zijn werk in een groot aantal bloemlezingen opgenomen, onder andere in Winnaars!, een door Erica Terpstra samengestelde bloemlezing met Nederlandse sportpoëzie.
Naast Den Haag en sport spelen ook vergankelijkheid, de natuur en de actualiteit een rol in het werk van De Ligt. Hoewel zijn werk melancholisch kan zijn, is veel ervan met een knipoog geschreven, wat de gedichten voor een groot publiek toegankelijk maakt.
In 2014 werd bij De Ligt een ongeneeslijke vorm van kanker geconstateerd. Niet lang daarna verscheen bij Liverse de bundel Voldaan. Verwacht werd dat dit zijn laatste bundel zou zijn. Toch verscheen er in 2015 nog een bundel, met de titel: Gedichten uit de bezemwagen. Deze bevat uitsluitend gedichten over sport, met name voetbal en wielrennen. Daan de Ligt overleed in 2016 op 63-jarige leeftijd.

## Bundels
- 2003 · Vijftig (in eigen beheer uitgegeven)
- 2006 · Ligtvoetig (Liverse)
- 2006 · Den Haag in gedichten en stadsgezichten (Valerius Pers)
- 2007 · Vlammende gedichten (Liverse)
- 2009 · Oude Nozem (Liverse)
- 2014 · Voldaan (Liverse)
- 2015 · Gedichten uit de bezemwagen (Nederlandse Sportboeken Club)
- 2015 · Op zand en veen (Woningstichting Haag Wonen)